# Thompsonirhinus eduardi
Thompsonirhinus eduardi is een keversoort uit de familie Rhynchitidae. De wetenschappelijke naam van de soort is voor het eerst geldig gepubliceerd in 2002 door Legalov.